# رپ‌رپ
پروژه رپرپ دربارهٔ ساختن نوعی پرینتر سه بعدی است با توانایی پرینت کردن اکثر قطعات خودش. کلمهٔ RepRap مخفف Replicating Rapid Prototyper به معنی مدلساز سریع خودجایگزین می‌باشد. پرینترهای رپرپ از نوعی تکنیک ساخت افزایشی بهره می‌برند و با افزودن لایه به لایه ماده مذاب، جسم نهایی را پرینت می‌کنند. یک مفتول پلاستیکی یا سیم فلزی ذوب می‌شود و برای ساخت قطعات به کار گرفته می‌شود. گرچه اکثر چاپگرهای سه‌بعدی رپرپ با پلاستیک چاپ می‌کنند، تا کنون رپرپ‌هایی نیز ساخته شده‌اند که توانایی به کارگیری مواد مختلفی را دارند.
به عنوان یک سخت افزار متن باز، تمام طراحی‌های تولید شده در این پروژه، تحت پروانه نرم‌افزار آزاد، پروانه عمومی همگانی ارائه می‌شوند.